# Neide Alexandre
Neide Alexandre (São Paulo, 23 de março de 1939) é uma ex-atriz e apresentadora de televisão brasileira.

## Carreira
Iniciou sua carreira televisiva aos 15 anos na TV Tupi, como figurante em um teleteatro, em seguida recebendo um convite para tornar-se a garota-propaganda de emissora, em 1958. Após destacar-se na sua função, acertou contrato com a TV Record em 1959, onde conciliou o tempo na televisão com dublagens em filmes e com a carreira de atriz. Entre seus trabalhos, inclui-se TVs de Vanguarda e a novela O Semideus da Rede Globo. Durante a década de 1980, foi contratada pela TV Cultura, onde tornou-se apresentadora dos programas Qual é o Grilo? e Palavra de Mulher, onde permaneceu até 1983. Aposentou-se e formou-se socióloga na Universidade de São Paulo.